# Cleber Alexandre Gomes
Cleber Alexandre Gomes (* 7. Mai 1976 in São Paulo) ist ein ehemaliger brasilianischer Fußballspieler.

## Karriere
Cleber spielte in seiner brasilianischen Heimat für den Oeste FC. Im Juli 2000 unterschrieb er in Mito einen Vertrag beim japanischen Zweitligisten Mito Hollyhock. Für Mito bestritt er 16 Zweitligaspiele und schoss dabei sechs Tore. 2001 kehrte er zu Oeste zurück.